# 全国音乐论坛
全国音乐论坛 (Narodowe Forum Muzyki，NFM)是一个音乐场馆，位于波兰弗罗茨瓦夫，于2015年完工，拥有一个大厅，有1800个座位，以及三个小厅（250-450个座位），是弗罗茨瓦夫许多主要乐团和Wratislavia Cantans國際音樂節等音乐节的所在地。全国音乐论坛的后现代主义建筑由APA Kuryłowicz设计。它是波兰最大、最现代的音乐场所之一。

## 历史

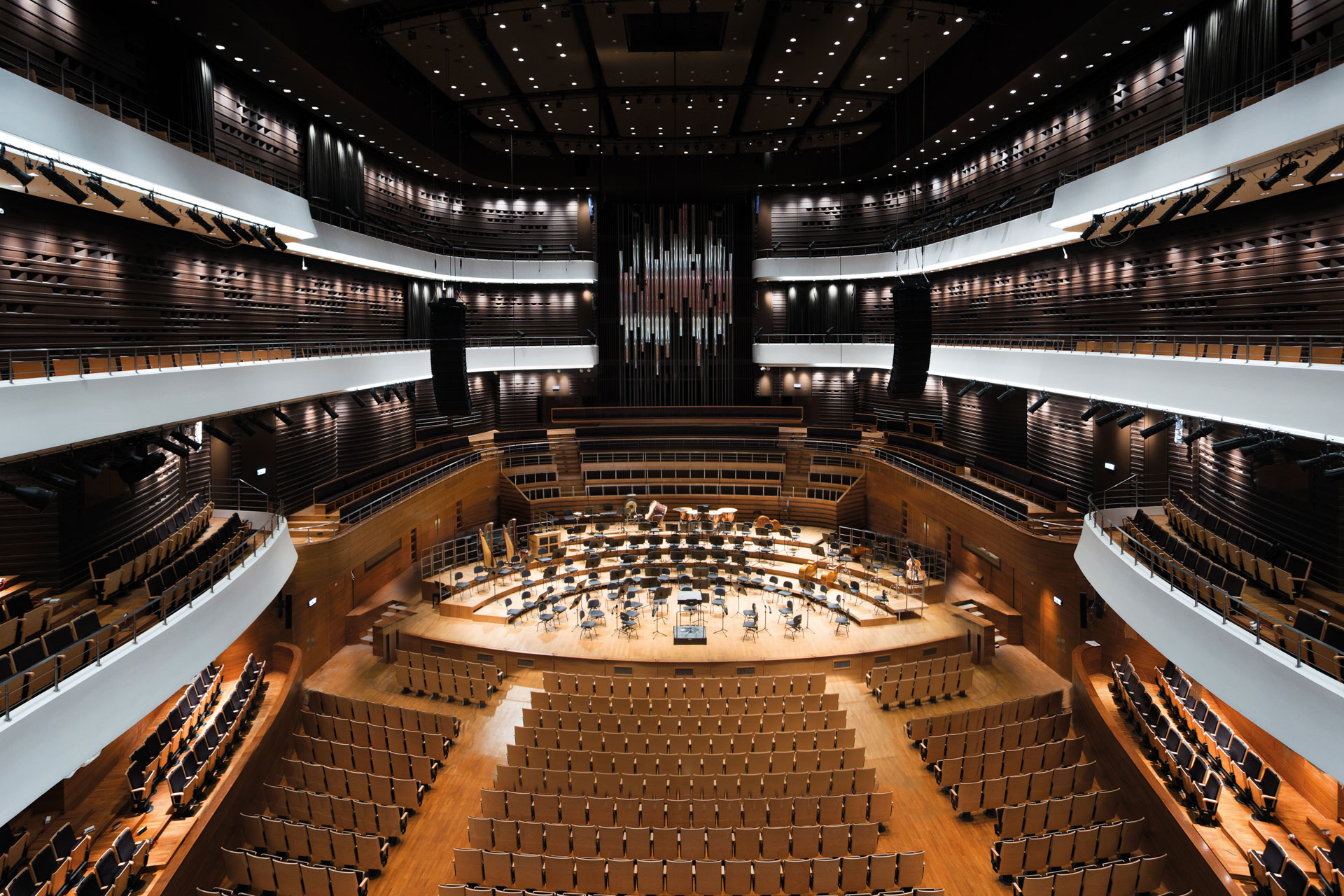
Main auditorium

场馆建设始于2009年，于2015年完工。 它占地48500平方米，位于市中心的自由广场，靠近历史悠久的弗罗茨瓦夫歌剧院. 这栋建筑由地上六层和地下三层组成。。
维托尔德·卢托斯瓦夫斯基全国音乐论坛是一个文化机构，总部设在该大楼内。它是在2014年由Wratislavia Cantans国际音乐节和弗罗茨瓦夫爱乐乐团等两个机构合并而成。现任总监安德烈·科森迪亚克是创建新场馆项目的主要发起人之一。
全国音乐论坛是负责建立弗罗茨瓦夫文化项目的关键文化机构之一，它是2016年欧洲文化之都联合主办城市之一。

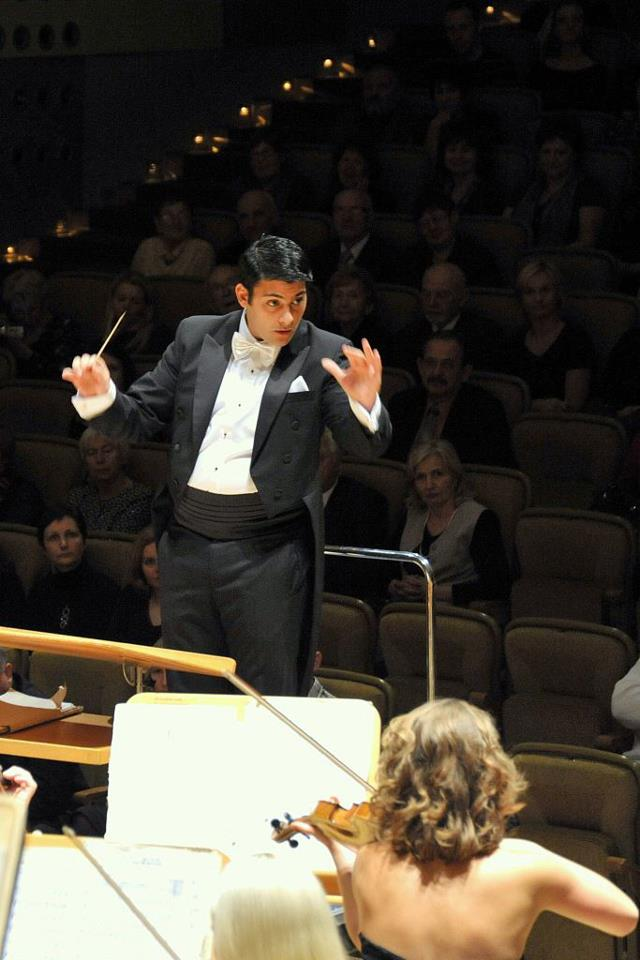
Fábio Loutfi Pereira conducting at the National Forum of Music in 2016